# Nokia 6020

Nokia 6020 este un telefon mobil tri-band GSM produs de Nokia. A fost anunțat de Nokia pe 2 noiembrie 2004. Este disponibil în două versiuni: un GSM 900/1800/1900 direcționate pentru piețele europene și asiatice și GSM 850/1800/1900 versiunea pentru America. 
A fost disponibil în culorile gri grafit și gri argintiu.
Ecranul are diagonala de 1.5 inchi suportă până la 65.536 de culori. Are rezoluția de 128 x 128 pixeli și densitatea pixelilor este de 121 ppi.
Camera VGA are 640 x 480 pixeli care poate filma. Dispozitivul are un port Infraroșu și un POP-Port.
Are caracteristici de MMS, mesageria instant (IM), capabilități push-to-talk, navigare WAP 2.0 (XHTML) și tehnologia Java ™.
Include jocurile preinstalate Pinball, Backgammon II, Beach Rallye, Space Park, Bowling și Puzzle.
Conform producătorului bateria de 760 mAh permite până la 3 ore de convorbire și până la 14 zile în stand-by.  Valoarea SAR pentru Europa este de 0.50 W/kg și pentru Statele Unite de 0.80 W/kg.